# Agung
Agung – czynny stratowulkan w Indonezji, na wyspie Bali, najwyższy szczyt tej wyspy.
Wysokość 2997 m n.p.m. Krater ma średnicę 500 m i głębokość 200 m.
Pierwsza zanotowana erupcja nastąpiła w 1808 roku, a ostatnia duża w latach 1963–1964. W wyniku drugiej erupcji zginęło ok. 12 tys. osób; potem odnotowywano także aktywność fumaroliczną. Kolejna aktywność została odnotowana w listopadzie 2017 roku.
Na zachodnim stoku wulkanu zlokalizowany jest kompleks świątyń hinduistycznych Pura Besakih.

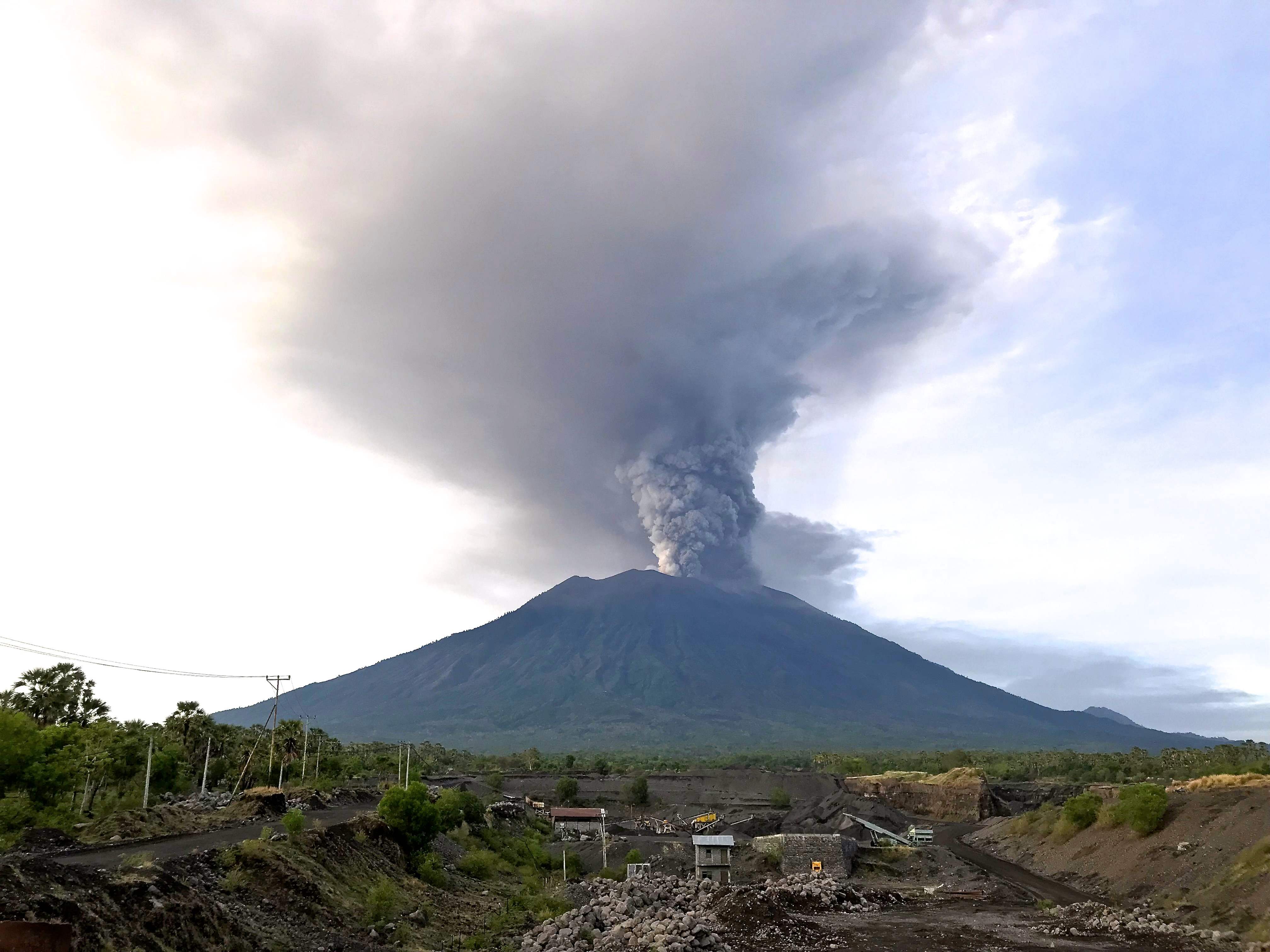
Erupcja, 27 listopada 2017